# جیمز گریگوری (ریاضی‌دان)
جیمز گریگوری (انگلیسی: James Gregory (mathematician)؛ نوامبر ۱۶۳۸ – اکتبر ۱۶۷۵ (aged ۳۶)) یک دانشمند در زمینه اخترشناسی اهل اسکاتلند بود.